# Divertor

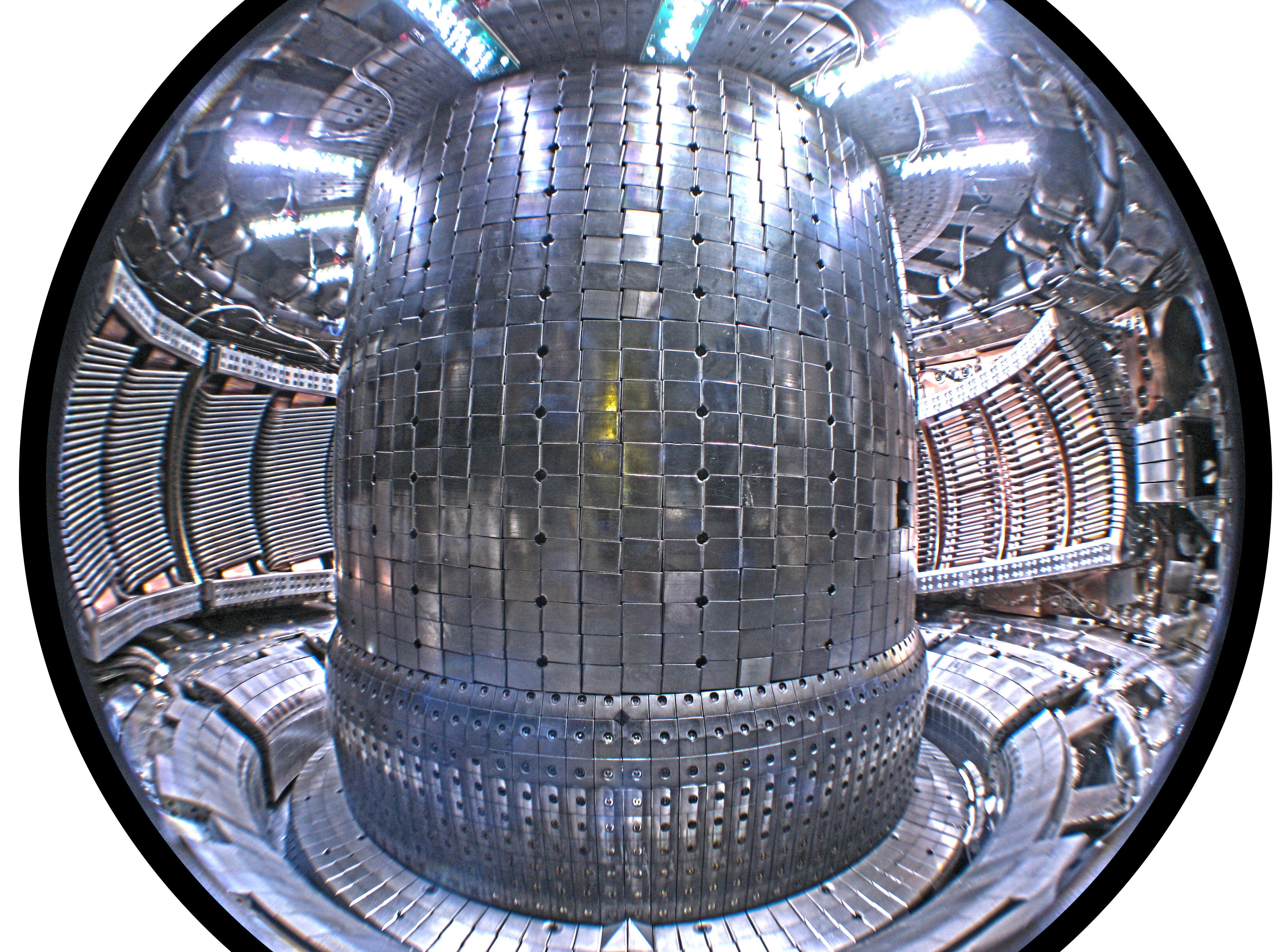
Interieur de l'Alcator C-Mod montrant le canal du divertor bas au pied du tore

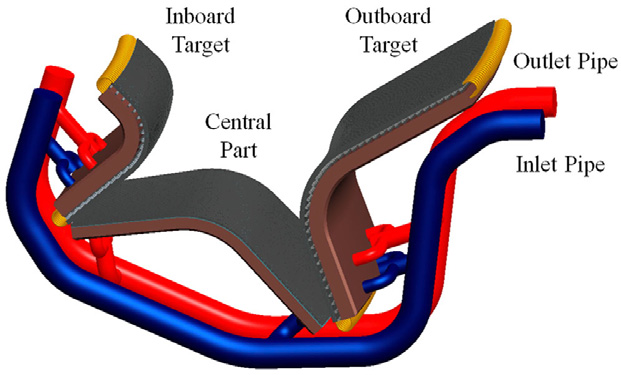
Projet de divertor dessiné pour le K-DEMO, le tokamak experimental qui devrait suivre ITER

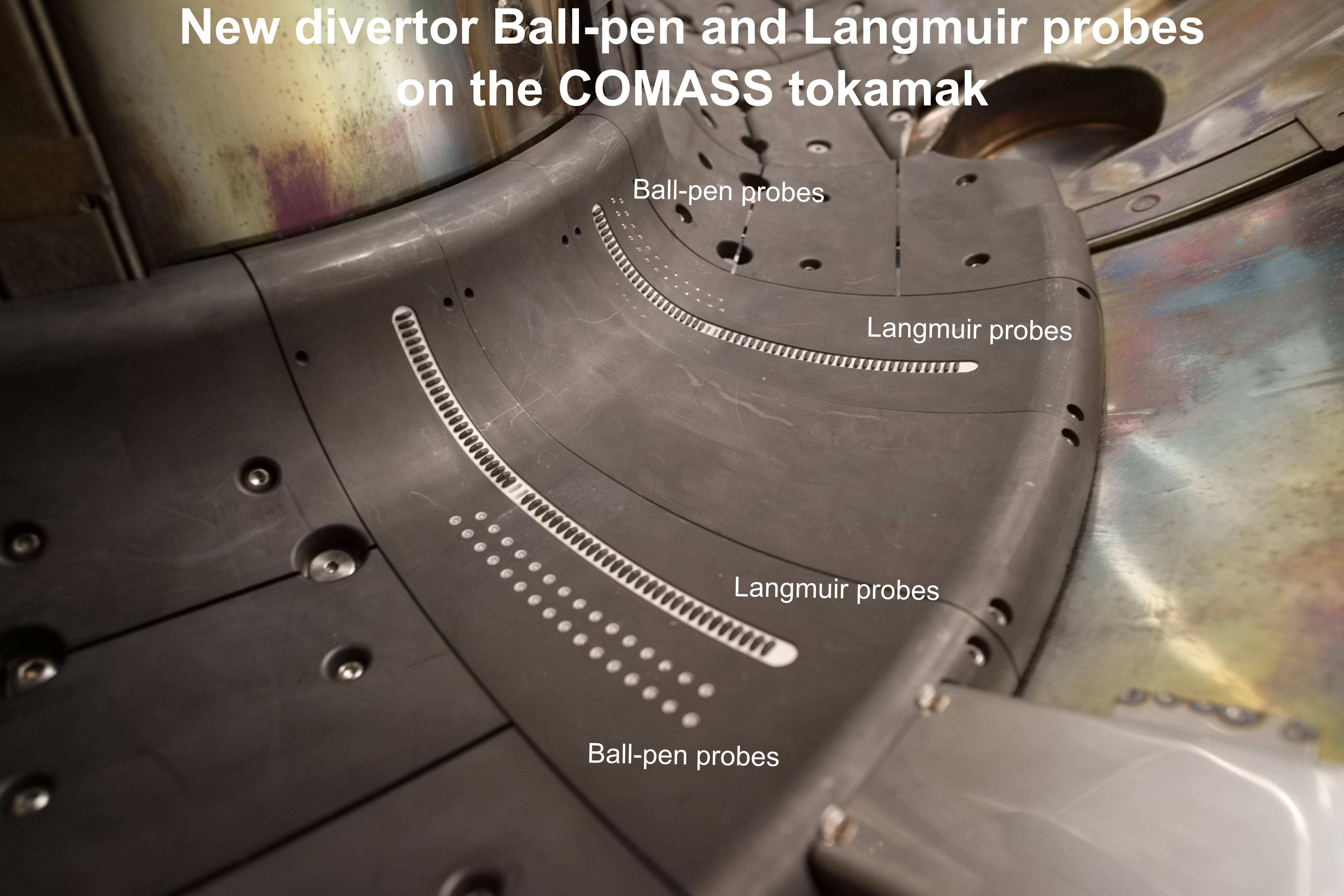
Divertor du COMPASS

Le divertor est l'un des éléments essentiels des tokamaks (réacteurs expérimentaux destinés à tester la fusion nucléaire en enceinte confinée). Il intervient au cours de la réaction pour dévier (« divert » en anglais) et capter les déchets présents en lisière du plasma en les séparant du plasma (déchets métalliques issus de la paroi interne du tore, érodée par le flux de plasma ; et hélium, qui est le produit de la réaction de fusion nucléaire). Il est généralement placé à la base du tore (le tore étant étiré vers le bas, dans une seconde déformation du poloïde, pour avoir un flux de plasma moins important en contact avec lui, afin qu'il ne fonde pas. Ce dernier est constitué de "cibles" régulièrement espacées qui viennent intercepter le flux de plasma à sa base. 

Même s'il n'est pas plongé directement dans le plasma, les contraintes mécaniques et thermiques subies par le divertor sont extrêmes. 
Dans certains projets il peut être équipé d'un revêtement tritigène (producteur de tritium).

## Histoire technique
Initialement considéré comme un dispositif requis pour les réacteurs en exploitation, peu de conceptions initiales comprenaient un divertor.
Il a ensuite été introduit lors des études faites sur les systèmes de fusion nucléaire en réacteur dans les années 1950. Les physiciens s'étaient en effet rapidement rendu compte qu'une fusion réussie entraînerait la création d'ions plus lourds qui resteraient dans le carburant (de la "cendre de fusion" en quelque sorte) ; ces déchets sont responsables d'un refroidissement du plasma et source d'autres effets inhibant la réaction de fusion.  
Le divertor a été proposé comme solution à ce problème.
Lorsque les premiers réacteurs à longue échéance sont nés dans les années 1970, un grave problème pratique est apparu.
Quelle que soit la contrainte qu'on cherchait à lui imposer, le plasma fuyait continuellement hors de sa zone théorique de confinement, heurtant les parois du cœur du réacteur et y causant toutes sortes de problèmes et dégâts physiques. 

Dans les réacteurs les plus puissants, une préoccupation majeure est la pulvérisation cathodique qui provoque une érosion des ions du métal de la paroi de la chambre à vide. Ce métal est emporté dans le combustible et contribue à le refroidir.
Dans les années 1980, la plupart des réacteurs ont inclus un élément fonctionnel dit limiteur (il s'agit d'un petit morceau de matériau faisant saillie et situé près du bord extérieur de la principale zone de confinement du plasma. Les ions du carburant qui voyagent vers l'extérieur du plasma frappent le limiteur, qui protège ainsi les parois de la chambre à vide de collisions génératrices de dommages. Ceci a protégé les parois (hors des moments de fortes instabilités du plasma), mais sans empêcher les problèmes de contamination du carburant (le limiteur a simplement changé la provenance de ce matériau).
Ce constat a conduit à la réémergence du divertor, en tant que dispositif de protection du réacteur et de la réaction de fusion. Des aimants attirent le bord inférieur du plasma pour y créer une petite région où son bord externe dite "couche à gratter" (SOL pour  frappe une plaque de type limiteur. Le divertor améliore le limiteur de plusieurs manières, mais principalement parce que les réacteurs modernes tentent de créer des plasmas avec des sections transversales en forme de D ("allongement" et "triangularité"), de sorte que le bord inférieur du D est un emplacement naturel pour le divertor. Dans les exemples modernes, les plaques sont remplacées par du lithium métal, qui capture mieux les ions et provoque moins de refroidissement lorsqu'il pénètre dans le plasma.

## Principes techniques
Le divertor fonctionne selon le un principe qui peut évoquer celui d'un spectromètre de masse. Le plasma qui traverse la région du divertor est celui où les ions les plus lourds (et poussières) sont concentrés par la force centrifuge, ils entrent en collision avec une sorte de matériau absorbant et y déposent leur énergie sous forme de chaleur. 
Dans ITER et dans la dernière configuration du JET (Joint European Torus), la région la plus basse du tore est configurée en tant que divertor, alors qu'Alcator C-Mod a été construit avec des canaux de divertor situés en haut et en bas du tore.
Dans cette configuration, les particules s'échappent du plasma grâce à un "gap" magnétique (séparateur), ce qui permet de placer la partie du divertor absorbant l'énergie hors du plasma. Cette conception rend aussi le fonctionnement de la machine moins instable. Le matériau faisant face à la bordure du plasma dans le divertor est cependant soumis à des contraintes très différentes (beaucoup plus dures) de celles de la majorité des éléments de la paroi.

## Vocabulaire
Un tokamak comportant un divertor est appelé un divertk tokamak ou un tokamak à configuration de diverteur.